# 理查德·J·克里斯普
理查德·J·克里斯普（1973年11月6日—）是一位英国心理学家，毕业于卡迪夫大学和牛津大学，现为杜伦大学教授，专攻社会心理学，主要作品有入选牛津通识读本的《社会心理学》（Social Psychology）等。